# Patriciabaletten
Patriciabaletten är en studentdansförening från Göteborg. Den hör till Göta studentkår vid Göteborgs universitet. Baletten grundades 1965 och har sedan dess dansat och showat på många scener världen över, ibland på egen hand men oftast tillsammans med studentorkestern Tongångarne.
Patriciabaletten är en studentbalett som namnet till trots inte dansar balett utan har en repertoar baserad på främst jazz- och showdans. På scenen har Patriciabaletten alltid spännande kläder som ofta är både glittriga och färgglada. Scenkläderna har till största delen sytts upp av föreningens medlemmar under årens lopp. I balettens repertoar ingår typiska danser som ”Cancan” och ”Charleston”, men det dansas även modernare stilar som den jazziga ”PM” eller den lite mer funkiga ”Hot Stuff”. Ny koreografi tillkommer regelbundet och skapas oftast av en eller ett par av medlemmarna i baletten.
Patriciabaletten anlitas av företag, föreningar och privatpersoner som vill ha underhållning på fester eller andra tillställningar. Exempel på tillställningar som baletten deltar i är Tongångarnes Februarikonsert, Valborgsfirandet i Göteborg, Cortègen samt Studentorkesterfestivalerna i Uppsala och Linköping.